# 19-я горная кавалерийская дивизия
19-я горная кавалерийская дивизия — соединение кавалерии РККА ВС Союза ССР.
Наименование:
- полное действительное — 6-я Узбекская горно-кавалерийская дивизия, с 1932 года по 1936 год, 19-я Узбекская ордена Ленина горно-кавалерийская дивизия, с 1936 года по 1940 год;
- сокращённое действительное — 6 гкд → 19 гкд.

## История
После прихода к власти в Средней Азии большевистского правительства и образования Туркестанской Советской Республики, в составе Советской России, в апреле 1918 года на её территории начались боевые действия противников советской власти.
В период гражданской войны в России, в конце 1920 года, из жителей Бухары и её окрестностей, был сформирован 1-й Бухарский отдельный кавалерийский полк, который стал основой для сформирования кавалерийской бригады. В феврале 1921 года кавбригада была реорганизована в отдельный полк с непосредственным подчинением Военному комиссариату Бухарской Советской Республики.
С победой рабочих и крестьян над буржуазией, в июне 1921 года кавполк передислоцирован из Бухары в Чарджоу, где был переформирован в Бухарский учебный кавалерийский дивизион. В конце 1921 года Бухарские учебные кавалерийские формирования развернуты в шесть кавалерийских дивизионов, в городах Бухара, Чарджоу, Карши, Яккабаг, Термез. Некоторые кавдивизионы участвовали в борьбе с басмачами Энвер-Паши. В начале 1923 года командующий войсками Бухарской армии свёл все кавалерийские дивизионы в Узбекский отдельный кавалерийский полк и Узбекскую отдельную кавалерийскую батарею.
С 1923 года по 1924 год в Средней Азии большевиками был проведён процесс административно-территориального разделения Туркестана по национальному признаку. По окончании реформ были образованы Узбекская ССР, Туркменская ССР и Таджикская АССР в составе Узбекской ССР. Осенью 1924 года Бухарская ССР была разделена между Туркменской ССР, Узбекской ССР и Таджикской АССР. Также была разделена территория распущенной Хорезмской ССР между Узбекской ССР, Туркменской ССР и Каракалпакской автономной области Казахской ССР.
Позже по приказу командующего войсками Среднеазиатского военного округа (САВО) № 308/102, от 1 октября 1927 года сформирована Узбекская отдельная сводная бригада, объединявшая узбекские национальные формирования. В состав соединения вошли: управление, Узбекский кавалерийский полк, Узбекский отдельный стрелковый батальон, Узбекская отдельная конно-вьючная батарея. Отдельная сводная бригада была расквартирована в городе Самарканд. 
Осенью 1932 года в ВС Союза ССР началось переформирование пяти отдельных кавбригад, располагавшихся в национальных районах, в горнокавалерийские дивизии. Приказом командующего войсками САВО № 236/112, от 27 сентября 1932 года Узбекская отдельная сводная бригада с 1 октября 1932 года реорганизована в 6-ю Узбекскую горно-кавалерийскую дивизию. В другом источнике указано что 6 гкд сформирована 1 июля 1934 года на базе 6-й Туркестанской кавалерийской бригады.
Приказом Народного Комиссара Обороны Союза ССР № 072, от 21 мая 1936 года, соединение получило новый войсковой номер (№), в единой нумерации, и было переименовано в 19-ю Узбекскую гкд.
По постановлению ЦИК Союза ССР, от 27 апреля 1936 года, в ознаменование пятнадцатилетия со дня начала сформирования, за отличные показатели в боевой и политической подготовке, за героические подвиги в борьбе с басмачеством соединение награждено орденом Ленина.
В 1937 году отдельные части Узбекской дивизии были введены на территорию китайской провинции Синьцзян для наведения порядка во время военного мятежа 36-й дивизии Национально-революционной армии Китая. 
Приказом Народного Комиссара Обороны Союза ССР № 0150, от 16 июля 1940 года, национальная принадлежность в наименовании была снята.
Успехи оборонной промышленности СССР в конце 1920-х годов позволили начать моторизацию и механизацию РККА, сначала подразделений, а позже частей и соединений Красной Армии и Флота.

Постановлением Совета Труда и Обороны от 1 августа 1931 года была принята так называемая большая танковая программа, которая исходила из того, что технические достижения в области танкостроения в СССР «создали прочные предпосылки к коренному изменению общей оперативно-тактической доктрины по применению танков и потребовали решительных организационных изменений автобронетанковых войск в сторону создания высших механизированных соединений, способных самостоятельно решать задачи как на поле сражения, так и на всей оперативной глубине современного боевого фронта»— А. И. Радзиевский, «Танковый удар», М., Воениздат, 1977 год
В марте 1941 года 19 гкд обращена на сформирование 221-й моторизованной дивизии (27-го механизированного корпуса АБТВ РККА) в составе управления, двух мотострелковых полков, танкового полка, гаубичного артиллерийского полка, отдельного разведывательного батальона, отдельного зенитного артиллерийского дивизиона, отдельного противотанкового артиллерийского дивизиона. Дивизия имела опытный, хорошо обученный личный состав.

## Состав (штаб-квартира)

### 1931 год
- Управление
- Узбекский кавалерийский полк
- Узбекский отдельный стрелковый батальон
- Узбекская отдельная конно-вьючная батарея

### 1932 — 1936 годы
- Управление (Самарканд)
- 1-й Узбекский кавалерийский полк
- 2-й Узбекский кавалерийский полк
- 79-й Туркестанский Краснознамённый кавалерийский полк — до 11 мая 1936 года, убыл в ОКДВА
- Казахский кавалерийский полк — с 1 марта 1936 года, вместо 79-го горно-кавалерийского полка
- 6-й Узбекский отдельный механизированный дивизион
- 6-й Узбекский отдельный конно-артиллерийский дивизион
- 6-й Узбекский отдельный саперный эскадрон
- 6-й Узбекский отдельный эскадрон связи
- 6-й Узбекский отдельный конно-химический взвод
- 6-й Узбекский отдельный запасный эскадрон, по указанию штаба военного округа № 41/645, от 9 мая 1936 года, отправлен на сформирование 17-го запасного кавалерийского полка.

### 1936 — 1939 годы
- Управление
- 41-й горнокавалерийский полк
- 42-й горнокавалерийский полк
- 48-й горнокавалерийский полк
- 19-й отдельный механизированный дивизион
- 19-й отдельный конно-артиллерийский дивизион
- 19-й отдельный сапёрный эскадрон
- 19-й отдельный эскадрон связи

### 1939 — 1941 годы
- Управление (Самарканд)
- 27-й горный кавалерийский полк (Катта-Курган)
- 73-й Краснознамённый горный кавалерийский полк (Самарканд)
- 159-й горный кавалерийский полк (Самарканд)
- 14-й автоброневой эскадрон, с 1940 года — 25-й бронетанковый дивизион
- 9-й отдельный конно-горный артиллерийский дивизион
- 2-й отдельный сапёрный эскадрон
- 23-й отдельный эскадрон связи

К 1 ноября 1940 года формирование имело:
- 4 049 человек личного состава, в том числе — 382 начальствующего, 603 младшего начальствующего, 3 064 рядового состава;
- конного состава — 3 691 лошадь, в том числе — 2 912 строевых, 600 артиллерийских, 179 обозных;
- 80 автомашин, в том числе — 8 легковых, 46 грузовых, 26 специальных;
- 6 тракторов;
- 6 мотоциклов;
- 2 654 винтовки и карабина;
- 100 ручных пулемётов;
- 54 станковых пулемёта;
- 6 единиц 45-мм пушек, 32 единицы 76-мм горных пушек, 4 единицы 122-мм гаубиц;
- 11 основных танков БТ-5;
- 17 бронеавтомобилей.

## Начальник и командир дивизии
- 17.05.1932 — ??.??.193? — М. К. Мир-Шарапов
- 19.01.1935 — 19.08.1939 — И. В. Селиванов, комбриг
- ??.09.1938 — ??.03.1941 — А. Н. Сидельников, полковник, комбриг, с 4.06.40 г. генерал-майор
- 17.01.1941 — 11.03.1941 — Г. М. Ройтенберг полковник

## Известные люди, связанные с дивизией
- Андерсон, Карл Эрнестович — с 20.11.1932 по ??.??.19?? — командир 2-го Узбекского кавалерийского полка
- Бикжанов, Ибрагим Паскаевич — с 27.10.1936 по 31.10.1938 — помощник командира дивизии
- Борисов, Михаил Дмитриевич — краском
- Малюков, Григорий Фёдорович — с 11.12.1938 по ??.??.1940 — помощник командира дивизии
- Рахимов, Сабир Умарович — краском